# Domenico Scarlatti
Domenico Scarlatti, italijanski skladatelj, * 26. oktober 1685, Neapelj, Italija, † 23. julij 1757, Madrid, Španija.
Velik del svojega življenja je preživel v službi pri portugalski in španski kraljevi družini. Kronološko sicer sodi med baročne skladatelje, vendar je iz baročnega sloga prešel v klasicizem. Danes je znan predvsem po svojih skoraj 600 sonatah in komornih kantatah za glas in čembalo.

## Življenje in delo
Domenico Scarlatti se je rodil v Neaplju znanemu glasbeniku Alessandru Scarlattiju (* Palermo 1660 - † Neapelj 1725) kot šesti od desetih otrok. Za glasbo ga je navdušil oče. Leta 1701 je postal organist in skladatelj kraljeve kapele v Neaplju. Leta 1702 je bil nekaj časa v Firencah, a se je vrnil v Neapelj, ko so leta 1703 uprizorili njegovo prvo opero Oktavija spet na prestolu. Nato ga je oče poslal v Benetke, kjer je spoznal Vivaldija in Händla. Do leta 1709, ko je odšel v Rim, v službo k poljski kraljici Mariji Kazimiri, o Scarlattijevem življenju ni nič znanega. V Rimu se je udeležil tekmovanja v organizaciji kardinala Ottobonija: Scarlatti je postal najboljši čembalist, Händel pa organist. Od leta 1714 do 1719 je bil Maestro di cappella - kapelnik pri sv. Petru. Leta 1719 je odpotoval v London, kjer so uprizorili njegovo opero Narcis v King's Theatru
V tem obdobju naj bi napisal 15 liričnih oper, a se je večina partitur izgubila. Znane so:
- La Silvia (1710),
- Tetida na Skirosu (1712),
- Ifigenija na Tavridi (1713),
- Ifigenija na Avlidi (1713) in
- Ambleto (1715).

29. novembra 1719 je odšel na Portugalsko. Tam je poučeval glasbo portugalsko princeso Marijo Barbaro. 28. januarja 1727 je zapustil Lizbono in odšel v Rim, kjer se je 6. maja 1728 poročil z Mario Caterino Gentili. Leta 1729 se je preselil v Sevillo, kjer je ostal štiri leta in si pridobil znanje o flamenku. Leta 1733 je odšel v Madrid kot glasbeni mojster princese Marije Barbare, ki se je poročila v špansko kraljevo hišo in kasneje postala španska kraljica. Scarlatti je ostal v Španiji preostalih petindvajset let svojega življenja. Imel je pet otrok. Po smrti prve žene leta 1742, se je poročil s španko Anastasijo Maxarti Ximenes. Iz tega obdobja je znanih njegovi 555 sonat za klavirature.
Scarlatti je zapustil opus skladb (vaj), ki jih je imenoval sonate Essercizi ali "Pièces pour clavecin". Večinoma so enostavčne in dvodelne, ki pa zahtevajo virtuoznega izvajalca. Od nabožnih del je pomembna desetglasna Stabat Mater (1715) in štiriglasna maša in kot zadnje delo Salve regina (1757) za sopran in godala, ki ga je napisal v Madridu. 
Umrl je v Madridu star 71 let.
S svojo virtuozno ornamentalno bogato čembalistično tehniko je vplival na številne klavirske skladatelje, zlasti v Španiji in Angliji. Njegovi občudovalci so bili med drugimi Frédéric Chopin, Johannes Brahms, Béla Bartók in Dmitrij Šostakovič. V njegovi glasbi je bilo čutiti vpliv španske ljudske glasbe.